# Carmen Alcayde
Carmen Alcayde (Valencia, 9 de abril de 1973) es una periodista, presentadora, colaboradora de televisión y escritora española.

## Trayectoria

### Inicios
Es licenciada en Ciencias de la Información por la Universidad CEU San Pablo de Valencia, título que obtuvo en 1996. Empezó su andadura profesional en segundo de periodismo como redactora en la revista Sociedad, y de ahí pasó a trabajar en televisiones locales en Valencia y en Gandía como redactora, guionista, reportera y presentadora. En esta época consiguió el primer premio de Valencia Te Ve al Mejor Magazín para el programa A la luna de Valencia, en 1997. Continuó trabajando para varios canales autonómicos, como Canal 9. Allí pasó tres años como redactora de Informativos. En Telemadrid fue reportera y redactora para el programa Todo Madrid en 2002 con Juan Ramón Lucas.

### Televisión
Ya en su posterior paso a la Televisión nacional trabajó en varios programas de redactora y reportera para El Mundo TV y Antena 3 para comenzar, finalmente, a presentar el 24 de marzo de 2003 junto con Jorge Javier Vázquez el programa que le proporciona mayor popularidad: Aquí hay tomate de Telecinco, centrado en la crónica rosa. Paralelamente a su faceta de presentadora en Aquí hay tomate, ha sido uno de los rostros de la cadena en la tradicional retransmisión de las Campanadas de Fin de Año en 2004 con Jordi González y en 2005 con Antonio Lobato y viene participando como colaboradora en los debates de los realities shows, Gran Hermano desde 2005 y hasta 2017, y Supervivientes en 2010.
El 1 de febrero de 2008, finalizó su etapa como presentadora de Aquí hay tomate después de cinco años en emisión. Menos de dos meses después, el 31 de marzo, comenzaba la presentación de un nuevo programa en la misma cadena: Las gafas de Angelino, que fue retirado de parrilla un mes después de su estreno, el 25 de abril. El 24 de diciembre de 2008 estrenó un nuevo programa para Telecinco que fue grabado durante unos meses anteriores a esa fecha en Argentina, ¡Guaypaut! con un especial de Nochebuena, así que el programa estuvo a la espera de su auténtico estreno que fue el 28 de junio del 2009.
El 6 de enero del 2009 presenta durante 10 ediciones otro nuevo programa Guinness World Récords, siempre en Telecinco. El 31 de octubre de ese mismo año presenta el especial Un, dos, tres... Mayra Gómez Kemp también en Telecinco. El 11 de febrero de 2010 comienza una nueva etapa como presentadora con Fresa Ácida, un programa que repasa la actualidad social.
En el verano de 2011 conduce El programa del verano sustituyendo a Ana Rosa Quintana en sus vacaciones de verano. Desde ese año, colabora asiduamente en el programa.
Entre el 13 de abril y el 8 de junio de 2013, presenta, junto con Kiko Hernández, el espacio Las bodas de Sálvame, emitido los fines de semana de Telecinco.
Desde 2015 hasta 2017 colabora asiduamente en los debates semanales del reality Gran Hermano VIP en Telecinco.
El 4 de mayo se anuncia su participación como concursante en el nuevo programa Me lo dices o me lo cantas de Telecinco.
Desde el 2 de julio de 2018 presenta en Telemadrid junto a David Valldeperas el programa de crónica social El madroño (anteriormente conocido como Aquí hay madroño).
En julio de 2018 participa en la cuarta temporada de Ven a cenar conmigo Summer Edition, la edición de famosos especial verano junto a Oriana Marzoli, Mónica Hoyos, Alonso Caparrós y Rafael Amargo.
En 2018 fue la encargada de retransmitir la tradicional retransmisión de las Campanadas de Fin de Año con David Valldeperas en Telemadrid.
El 9 de marzo de 2020, con motivo del 30.º aniversario de Telecinco, Sálvame llevó a cabo un homenaje a Aquí hay tomate, así, Sálvame Banana se convirtió en Sálvame Tomate, contando con Jorge Javier Vázquez y Carmen Alcayde como presentadores desde la clásica mesa del espacio.
En verano de 2020, de nuevo en Telemadrid, presenta el espacio Dos en la carretera, junto a Óscar Martínez.
Durante los últimos meses del año 2020, colabora en Zapeando con una sección semanal.
En agosto de 2021 visita Sálvame para hablar de su nueva obra de teatro y se queda colaborando durante toda la tarde. Tras esto, las redes sociales se volcaron con ella pidiendo su fichaje como colaboradora fija y el 30 de agosto de 2021 se hace oficial su incorporación. Desde ese día, Alcayde se mantuvo como colaboradora del programa de las tardes de Telecinco hasta su final el 23 de junio de 2023.
El 14 de septiembre de 2023 se convierte en concursante oficial de la octava edición de Gran Hermano VIP después de muchos años como colaboradora en los debates del popular reality show, siendo la 6ª finalista de la edición tras 91 días de concurso.
En enero de 2024 ficha como colaboradora del magacín vespertino Así es la vida y participa en los debates de Gran Hermano Dúo, ambos programas en Telecinco.
Tras el final de Así es la vida, en julio de 2024, fichó por el programa Fiesta emitido los fines de semana. A su vez también comenzó a colaborar de forma esporádica en la Mesa VIP del programa Tardear durante la temporada estival, aunque en febrero de 2025 se volvió colaboradora oficial del programa.
En enero de 2025 comienza a ser presentadora en la sección de los realities del programa  Socialité.
En marzo de 2025 se confirma su participación en  Supervivientes.

### Actriz
Ha realizado algunas incursiones en el mundo de la interpretación, tanto en cortometrajes, como en episodios puntuales de series de televisión: El 1 de junio de 2004 fue una de las protagonistas del capítulo Niño grande ande o no de la serie española 7 vidas en donde interpretó a Marta. También es la protagonista del corto Pernambuco (2006), e intervino brevemente en el corto Corto Descafeinado (también de 2006), el cual recibió el Premio AVID al mejor corto. También participó en cortometrajes menos conocidos como Contrapunto o Los Barrigan. El 31 de marzo de 2009 se estrenó Sexo en Chueca una serie en línea en Telecinco.es en el cual interpreta a Asun. El 21 de diciembre de 2009 interpreta a una antropóloga llamada Esther en la nueva temporada de la serie Escenas de matrimonio en Telecinco. En el año 2013 Carmen fue actriz invitada en el segundo capítulo de la serie Esposa2, secuela de Escenas de Matrimonio, serie en la que interpretó un personaje en el año 2009.

### Escritora
En cuanto a su faceta de escritora, en noviembre del año 2005, publica su primer libro, Treintañeras. Mezcla de realidad y ficción, cuenta la historia de un grupo de amigas de esa edad desde el punto de vista de una de ellas. El libro alcanzó seis ediciones. El 15 de septiembre de 2009 salió a la luz el que es su segundo libro Sobre Vivir en Pareja.
En el año 2014 Carmen escribe Nubes de Algodón, el que sería su tercer libro. En junio de ese mismo año Carmen realizó firmas del libro en distintos lugares como la Feria del Libro de Madrid.

## Vida personal
Contrajo matrimonio el 11 de julio de 2003 con su novio de toda la vida, Eduardo Primo Arnau "Tete", en la ermita de Santa Bárbara (Rocafort, Provincia de Valencia) El 2 de octubre de 2009 dio a luz a su primera hija, Carmen Lucía, el 7 de octubre de 2010 a su segundo hijo, Eduardo, y el 12 de diciembre de 2014 a su tercera hija, Olivia. Se divorció en octubre de 2022. Actualmente relacionada sentimentalmente con Charli (Carlos) Martínez, 28 años.

## Trabajos

### Programas de televisión

#### Como presentadora
| Año       | Programa                                   | Canal      | Notas                  |
| --------- | ------------------------------------------ | ---------- | ---------------------- |
| 2003-2008 | Aquí hay tomate                            | Telecinco  | Presentadora           |
| 2004-2006 | Campanadas de fin de año                   | Telecinco  | Presentadora           |
| 2007      | Aquí hay tomate Weekend                    | Telecinco  | Presentadora           |
| 2008      | Las gafas de Angelino                      | Telecinco  | Presentadora           |
| 2008-2009 | ¡Guaypaut!                                 | Telecinco  | Presentadora           |
| 2008-2009 | Guinness World Records                     | Telecinco  | Presentadora           |
| 2010      | Fresa Ácida                                | Telecinco  | Presentadora           |
| 2011-2012 | El programa del verano                     | Telecinco  | Presentadora           |
| 2013      | Las bodas de Sálvame                       | Telecinco  | Presentadora           |
| 2014      | Gala de Carnaval de Santa Cruz de Tenerife | La Siete   | Presentadora           |
| 2018      | ¡Qué orgullo 2018!                         | Telemadrid | Presentadora           |
| 2018      | Plan Renove                                | Telemadrid | Presentadora           |
| 2018-2020 | El madroño                                 | Telemadrid | Presentadora           |
| 2018-2019 | Campanadas de fin de año                   | Telemadrid | Presentadora           |
| 2019      | CarAoke                                    | Telemadrid | Presentadora           |
| 2020      | Sálvame Tomate                             | Telecinco  | Presentadora ocasional |
| 2020-2021 | Dos en la carretera                        | Telemadrid | Presentadora           |
| 2020-2021 | Campanadas de fin de año                   | Telemadrid | Presentadora           |
| 2022      | Sálvame                                    | Telecinco  | Presentadora ocasional |
| 2024      | For Fans                                   | Mtmad      | Presentadora           |

#### Como concursante
| Año  | Programa                            | Canal     | Notas                       |
| ---- | ----------------------------------- | --------- | --------------------------- |
| 2017 | Me lo dices o me lo cantas          | Telecinco | Concursante                 |
| 2018 | Ven A Cenar Conmigo: Summer Edition | Cuatro    | Concursante - Subcampeona   |
| 2022 | Sálvame Fashion Week                | Telecinco | Participante                |
| 2022 | Sálvame Mediafest                   | Telecinco | Concursante - Ganadora      |
| 2023 | Gran Hermano VIP 8                  | Telecinco | Concursante - 6.ª finalista |
| 2025 | Supervivientes 2025                 | Telecinco | Concursante - 9.ª expulsada |

#### Como colaboradora
| Año             | Programa                              | Canal         | Notas                   |
| --------------- | ------------------------------------- | ------------- | ----------------------- |
| 1997-1998       | A la luna de Valencia                 | Valencia Teve | Reportera               |
| 1999-2002       | Notícies Nou                          | Canal Nou     | Reportera               |
| 2002            | Todo Madrid                           | Telemadrid    | Reportera               |
| 2005-presente   | Gran Hermano: El Debate               | Telecinco     | Colaboradora            |
| 2010            | Supervivientes: El Debate             | Telecinco     | Colaboradora            |
| 2010-2011       | El Reencuentro: El Debate             | Telecinco     | Colaboradora            |
| 2011-2015       | El programa de Ana Rosa               | Telecinco     | Colaboradora            |
| 2013-2014       | Se enciende la noche                  | Telecinco     | Colaboradora            |
| 2013-2015       | La noche en Paz                       | Telecinco     | Colaboradora            |
| 2015            | Un tiempo nuevo                       | Telecinco     | Colaboradora            |
| 2015-2017       | GH VIP: El Debate                     | Telecinco     | Colaboradora            |
| 2016; 2019-2020 | Cazamariposas                         | Divinity      | Colaboradora            |
| 2016            | Hable con ellas                       | Telecinco     | Colaboradora            |
| 2018-2022       | Buenos días, Madrid                   | Telemadrid    | Colaboradora            |
| 2019-2021       | Está pasando                          | Telemadrid    | Colaboradora            |
| 2020            | Supervivientes: Conexión Honduras     | Telecinco     | Colaboradora            |
| 2020            | Zapeando                              | La Sexta      | Colaboradora            |
| 2021            | Lazos de sangre                       | TVE           | Colaboradora            |
| 2021            | Secret Story: La casa de los secretos | Telecinco     | Colaboradora            |
| 2021            | Juntos                                | Telemadrid    | Colaboradora            |
| 2021-2023       | Sálvame                               | Telecinco     | Colaboradora            |
| 2022            | Juntos y...                           | Telemadrid    | Colaboradora            |
| 2022-2023       | Deluxe                                | Telecinco     | Colaboradora esporádica |
| 2024            | Gran Hermano Dúo: El Debate           | Telecinco     | Colaboradora            |
| 2024            | Así es la vida                        | Telecinco     | Colaboradora            |
| 2024            | La vida sin filtros                   | Telecinco     | Colaboradora            |
| 2024-2025       | Tardear                               | Telecinco     | Colaboradora            |
| 2024-presente   | Fiesta                                | Telecinco     | Colaboradora            |
| 2025            | Socialité                             | Telecinco     | Colaboradora            |

#### Como invitada
| Año       | Programa          | Canal     | Notas    |
| --------- | ----------------- | --------- | -------- |
| 2019      | Assumptes Interns | À Punt    | Invitada |
| 2020      | Pasapalabra       | Antena 3  | Invitada |
| 2020      | Zapeando          | La Sexta  | Invitada |
| 2024-2025 | ¡De viernes!      | Telecinco | Invitada |

### Series de televisión
| Año       | Serie                   | Canal     | Personaje      | Notas        |
| --------- | ----------------------- | --------- | -------------- | ------------ |
| 2004      | 7 vidas                 | Telecinco | Marta          | 2 episodios  |
| 2009      | Sexo en Chueca          | La Siete  | Asun           | 5 episodios  |
| 2009-2010 | Escenas de matrimonio 2 | Telecinco | Esther Hidalgo | 20 episodios |
| 2013      | Esposa2                 | Telecinco | Carmen         | 1 episodio   |

### Radio
| Año       | Programa    | Canal    | Notas        |
| --------- | ----------- | -------- | ------------ |
| 2015-2017 | MorninGlory | Radioset | Colaboradora |

### Cine
| Año  | Película                   | Papel                            | Director        |
| ---- | -------------------------- | -------------------------------- | --------------- |
| 2018 | Paella Today!              | Reportera en Concurso de Paellas | César Sabater   |
| 2020 | Padre no hay más que uno 2 | Madre de Sandrita                | Santiago Segura |
| 2022 | Padre no hay más que uno 3 | Madre de Sandrita                | Santiago Segura |

### Escritora
- 2005 Treintañeras (6 ediciones).
- 2009, Sobre Vivir en Pareja.
- 2014 Nubes de algodón.